# 遼河文明
遼河文明（りょうがぶんめい）は、中国東北部の遼河流域で起こった中国の古代文明の一つ。紀元前6,200年頃から存在したと考えられている。

## 発見
1908年に考古学者の鳥居龍蔵が遼河文明の一つである紅山文化を発見したことから始まる。

## 文化
大規模な竪穴建物が出土しており、特に遼寧省凌源市から建平県で発見された紅山文化の遺跡の一つ牛河梁遺跡は広範囲にわたって墳墓や祭壇といった神殿が発見され、先史時代の「国」があったのではないかと考えられている。
興隆窪文化の遺跡からは中国最古の龍を刻んだヒスイなどの玉製品が発見されており、櫛目文が施された平底円筒土器、けつ状耳飾りなどが出土している。紅山文化の遺跡からは風水の原型と見られるものも出土している。夏家店上層文化からは最古の遼寧式銅剣が発見されている。
このように黄河文明や長江文明とは異なる文明でありながら、後の古代中国文明に大きな影響を与えたと考えられることから、注目され研究されている。
2015年1月に合衆国科学アカデミー紀要に発表された中国科学院のXiaoping Yang（楊小平）、合衆国ニューメキシコ大学のLouis A. Scuderiと彼らの共同研究者による内モンゴル自治区東部の渾善達克砂丘地帯の堆積物の検討によれば、従来は過去100万年にわたって砂漠であったと考えられていた同地帯は12,000年前頃から4,000年前頃までは豊かな水資源に恵まれており、深い湖沼群や森林が存在したが、約4,200年前頃から始まった気候変動により砂漠化した。このため、約4,000年前頃から紅山文化の人々が南方へ移住した。
遼河文明遺跡における6,500年前から3,600年前にかけての古人骨のY染色体ハプログループ分析では、シベリア，沿海州で高頻度に観察されるハプログループNが60%以上の高頻度で認められるほか、ハプログループNの担い手であるフィン・ウゴル系民族と関連する櫛目文土器の最古のものが遼河地域の興隆窪文化（紀元前6,200年 - 紀元前5,400年）の遺跡で発見されている。後の夏家店上層文化の時代になると、漢民族と密接な関係のあるハプログループO2やモンゴル人などを含むハプログループC2へ交代したようである。

## 後続文化への影響
2021年、ロベーツらによって、言語学・考古学・遺伝学的分析により、新石器時代初期の西遼河地域からトランスユーラシア言語（日本語族、朝鮮語族、ツングース語族、モンゴル語族、チュルク語族）の祖語の話者がキビ農業を通じて拡散したという説が立てられ、ネイチャー誌に掲載された（農耕/言語拡散仮説）。本研究によると、新石器時代の朝鮮半島南部の人類は紅山文化の影響が強く、青銅器時代以降の日本列島(九州・宮古島)の人類には夏家店上層文化の影響が強いという。
この説は、これまでのトランスユーラシア言語が4,000年前に東部ステップ地帯の遊牧民により拡散されたという説を否定するものであり、今後の研究の進展が待たれる。
漢民族への影響として、伝説上の君主である黄帝（あるいは「黄帝族」と呼ばれる仮説上の集団）の考古学的根拠を遼河文明に求める動きもある。史記などの古典によると、黄帝（族）のトーテムは熊・龍・亀・雲・鳥であるが、朝陽師範大学の雷広臻は、これらのいずれも紅山文化の遺跡から翡翠工芸品として出土していることから、遼河地帯を黄帝の故地と比定している。

## 遼河文明一覧
- 興隆窪文化（こうりゅうわぶんか） 紀元前6,200年頃-紀元前5,400年頃
- 新楽文化（しんらくぶんか） 紀元前5,200年頃-紀元前4,800年頃
- 趙宝溝文化（ちょうほうこうぶんか） 紀元前5,400年頃-紀元前4,500年頃
- 紅山文化（こうさんぶんか） 紀元前4,700年頃-紀元前2,900年頃
- 夏家店下層文化（かかてんかそうぶんか） 紀元前2,000年頃-紀元前1,500年頃
- 夏家店上層文化（かかてんじょうそうぶんか） 紀元前1,100年頃-紀元前500年頃

## 関連事項
- 中国の新石器文化の一覧
- 中国の青銅器
- 黄河文明
- 長江文明
- 石器時代
  - 新石器時代
- 先史時代
- 古国時代(中華文明探源プロジェクトにより提唱された新たな時代区分)
  - 中国神話
  - 三皇五帝